# Мартин Касерес
Мартин Касерес (шп. Martín Cáceres; Монтевидео, 7. април 1987) уругвајски је фудбалер и репрезентативац Уругваја. Тренутно наступа за Јувентус из Торина на позајмици из Лациа.

## Клупска каријера

### Раније године
Кацерес је Своју каријеру започео у Дефенсор Спортингу клубу из главног града Уругваја, Монтевидеа. Врло млад је постао саставни део првог тима Дефенсора.
У фебруару 2007. године Касерес је стигао у Шпанију, тачније Виљареал. Виљареал га је одмах по доласку послао на позајмицу у Рекреативо где је био један од играча који су највише играли са 2988 одиграних минута за Рекреативо те сезоне.

### Барселона
Касерес је у Барселону стигао 4. јула 2008. године за 16,5 милиона евра. У једној сезони у каталонском клубу није пуно играо због повреда те одлука тренера. 
Након опоравка од повреде Касерес је у клубу био тек четврти штопер иза Рафаела Маркеза, Жерарда Пикеа и Карлеса Пујола. У Лиги шампиона одиграо је те сезоне три утакмице али у финалу када је Барселона савладала Манчестер Јунајтед није играо.

### Позајмица у Јувентус
6. августа 2009. Барселона је позајмила Касереса италијанском прволигашу, Јувентусу са правом откупа на крају сезоне у износу од 11.000.000 евра.
За Јувентус је дебитовао у предсезони против свог бившег клуба Виљареала када је ушао као замена за Џонатана Зебину. Сезоне је за Касереса врло добро почела када је дао погодак у свом дебију против Лација у гостујућој победи 2-0 Јувентуса. Под вођством тренера Ћире Фераре постао је стални члан екипе све док га бројне повреде нису омеле. У јануару 2010. задобио је тежу повреду због које га није било на фудбалским травњацима неколико месеци.

### Севиља
30. августа 2010. Касерес се вратио у Шпанију и прешао на позајмицу у Севиљу. У Севиљи је Касерес почео играти редовно поготово на месту десног бочног играча.
Касерес је 1. маја 2011. био теже повређен након што је Алмеријин Мајкл Јакобсен брутално стартовао на њега. Јакобсен је добио директан црвени картон, а Касерес је био отписан до краја сезоне. Неочекивано Касерес се опоравио и заиграо у две последње утакмице те сезоне. 
31. маја 2011. Севиља је договорила је куповину Касерес из Барселоне. Но већ у следећем зимском прелазном року Касерес је позајмљен Јувентусу, где је већ био на позајмици две сезоне раније.

### Повратак у Јувентус
Неколико дана пре краја зимског прелазног рока 2012. Касерес је стигао као друго клупско појачање те зиме у Јувентус. Пре њега је Марко Боријело доведен такође на позајмицу из Роме. 
8. фебруара 2012. је дебитовао за Јувентус у полуфиналној утакмици италијанског купа против Милана на Сан Сиру. Јувентус је победио у дерби утакмици са 2-1, а Касерес је дао оба поготка за свој клуб којем је донео важну предност уочи реванш утакмице у Торину. Касерес је сјајно играо у првој утакмици након повратка и одушевио све навијаче Јувентуса, поготово другим поготком којег је постигао предивним лобом са врха шеснаестерца.
Након што је почео све редовније играти, Касерес је постигао и свој први погодак у Серији А након доласка у Јувентус. Постигао је Касерес за водећи погодак Јувентуса у домаћој утакмици против Интера, 25. марта 2012. Касерес је у 57. минуту погодио главом у небрањени део гола Жулиа Сезара након што је Андреа Пирло убацио из корнера. Касније је Алесандро Дел Пјеро дао гол за резултат 2:0 којим се утакмица и завршила.

## Трофеји

### Барселона
- Првенство Шпаније (1) : 2008/09.
- Куп Шпаније (1) : 2008/09.
- Лига шампиона (1) : 2008/09.

### Јувентус
- Првенство Италије (6) : 2011/12, 2012/13, 2013/14, 2014/15, 2015/16, 2018/19.
- Куп Италије (2) : 2014/15, 2015/16.
- Суперкуп Италије (3) : 2012, 2013, 2015.
- Лига шампиона : финале 2014/15.

### Репрезентација Уругваја
- Амерички куп (1) : 2011.